# Plaza de toros de Logroño
Plaza de toros de Logroño, även kallad Plaza de toros de La Ribera, är en tjurfäktningsarena i Spanien. Den ligger i Logroño i provinsen Provincia de La Rioja i den norra delen av landet, 250 km norr om Madrid. 